# Antoni Gościański
Antoni Gościański (ur. 21 lutego 1926 w osadzie Kopanie, zm. 25 marca 1998 w Warszawie) – polski bokser wagi ciężkiej, olimpijczyk.

## Życiorys
Dla boksu został wypatrzony przez Stanisława Zalewskiego. Naukę boksu rozpoczął w klubie CWKS Warszawa pozostając w nim do końca kariery. Uczestniczył w Igrzyskach Olimpijskich w Helsinkach 1952 roku, odpadając w eliminacjach. Startując w mistrzostwach Europy w Mediolanie 1951 roku, został wyeliminowany w ćwierćfinale. Czterokrotnie wywalczył tytuł mistrza Polski w 1951, 1952, 1953 i 1954 roku, był też brązowym medalistą mistrzostw w 1950 i 1955. Uczestnicząc w drużynowych mistrzostwach Polski, sześciokrotnie wywalczył w latach 1952, 1953, 1954, 1955, 1956 i 1957 drużynowe mistrzostwo. 12 razy wystąpił w reprezentacji Polski, odnosząc 6 zwycięstw, 1 remis i 5 porażek w latach 1951−1956.
Karierę sportową zakończył w 1957 roku. Stoczył 156 walk, z czego 125 wygrał, 1 zremisował i 30 przegrał
Pochowany na cmentarzu Bródnowskim w Warszawie (kwatera 114U-1-48).